# Gilbert Brunat
Pas d'image ? Cliquez ici

a Compétitions nationales et continentales officielles uniquement.

b Matchs officiels uniquement.
Dernière mise à jour le 18 novembre 2019.
Gilbert Brunat, né le 23 février 1958 à Vinay et mort le 16 novembre 2019 à Grenoble, est un joueur français de rugby à XV évoluant au poste de troisième ligne aile ou de talonneur.

## Biographie
Après des débuts à Union sportive d'Izeaux dans le département de l'Isère, c’est ensuite au SO Chambéry qu’il découvre le haut niveau avec au passage un titre de champion de France du groupe B en 1980. 
Il part après au FC Lourdes avec en prime la conquête de son premier  Challenge Yves du Manoir en 1981.
Il obtient en 1981 une sélection au sein de l’équipe de France  qui affronte le Pays de Galles B, à Lourdes, sur le Stade Antoine Béguère.
La saison suivante, il est invité à renforcer une sélection des Alpes qui au stade Charles-Berty de Grenoble réussira l'exploit de battre les All blacks qui essuieront là leur seule défaite (16-18) de toute leur tournée européenne.
Après une saison au FC Aix-les-Bains, il arrive au FC Grenoble, il remporte son second Challenge Yves du Manoir en 1987 et connait aussi le triste épilogue avec l'équipe des Mammouths de Grenoble qui est vice-champion de France 1993, défait 14 à 11 par le Castres olympique sur une erreur d'arbitrage, dans une finale considérée comme l'un des plus gros scandales du rugby français.
Le 22 mai 1988, il joue avec les Barbarians français contre l'Irlande à La Rochelle. Ce match célèbre le jubilé de Jean-Pierre Elissalde, les Baa-Baas l'emportent 41 à 26.
Il termine ensuite sa carrière sous les couleurs du CS Bourgoin-Jallieu et contribue à la belle montée en puissance du club nord Isérois.
Brunat meurt dans la nuit du 15 novembre 2019 au 16 novembre 2019.

## Palmarès
- Championnat de France de première division :
  - Vice-champion (1) : 1993 (FC Grenoble)
  - Demi-finaliste (2) : 1992 (FC Grenoble) et 1995 (CS Bourgoin-Jallieu)
- Challenge Yves du Manoir :
  - Vainqueur (2) : 1981 (FC Lourdes) et 1987 (FC Grenoble)
  - Finaliste (1) : 1990 (FC Grenoble)
- Coupe de France :
  - Finaliste (1) : 1984 (FC Lourdes)
- Challenge Jean Bouin :
  - Vainqueur (1) : 1995 (CS Bourgoin-Jallieu)
  - Finaliste (1) : 1992 (FC Grenoble)
- Championnat de France groupe B :
  - Champion (1) : 1980 (SO Chambéry)
- Challenge Antoine Béguère :
  - Finaliste (1) : 1988 (FC Lourdes)‌